# Rigsdagen (Det Tyske Kejserrige)
 For alternative betydninger, se Rigsdag. (Se også artikler, som begynder med Rigsdag)
Rigsdagen  (Der Reichtag) under det tyske kejserrige fra 1871 til 1918 havde sit retslige grundlag i Tysklands forfatning af 16. april 1871. Rigsdagen var ellers en fortsættelse af rigsdagen i det nordtyske forbund således som denne var reguleret i forfatningen af 17. april 1867.
Rigsdagen var udtryk for rigets enhed. Sammen med det såkaldte Bundesrat udstedte rigsdagen love og havde medbestemmelse med hensyn til budgettet. Derudover havde rigsdagen ingen indflydelse over rigskansleren.
I 1871 bestod rigsdagen af 382 og fra 1874 397 repræsentanter, som var valgt ved almindelige, frie og hemmelige valg. Stemmeret havde gifte mænd over 25 år. Repræsentanterne kom fra enkeltmandskredse. Medlemmerne af rigsdagen repræsenterede hele folket og mødte uden bundet mandat. Parlamentarikerne havde immunitet og var uden personligt ansvar for Rigsdagens vedtagelser.
Valgperioden var først tre år og fra 1888 fem år. Rigsdagen blev indkaldt af kejseren en gang om året. Rigsdagen kunne opløses af Bundesrat med kejserens tilslutning.

## Eksterne links
- Wikimedia Commons har flere filer relateret til Rigsdagen (Det Tyske Kejserrige)